# Robert Williame
Robert Williame (Saint-Martin-Boulogne, 24 febbraio 1911 – Salon-de-Provence, 31 ottobre 1940) è stato un militare e aviatore francese, asso dell'Armée de l'air durante la seconda guerra mondiale con sei vittorie aeree accertate, 1 probabile e due in collaborazione. Decorato con la Croix de guerre 1939-1945 e la Croce di Cavaliere della Legion d'onore.

## Biografia
Nacque il 24 febbraio 1911 a Saint-Martin-Boulogne, al Passo di Calais, figlio di Louis, e dopo aver conseguito il baccalauréat presso il Liceo Notre Dame di Boulogne-sur-Seine, entrò nel Pritanée militaire de la Flèche. Nell'ottobre 1930 fu ammesso a frequentare l'École spéciale militaire de Saint-Cyr (Promotion du Maréchal Joffre), venendo promosso sergente l'anno successivo, ed uscendone il 1 agosto 1932 con il grado di sottotenente per entrare nella Scuola di applicazione dell'Armée de l'air di Versailles. Volò per la prima volta in qualità di osservatore il 3 ottobre successivo su un velivolo Breguet Bre 19, e nel maggio 1933 fu assegnato alla Scuola di volo di Avord dove si brevettò pilota il 4 agosto successivo su velivolo Morane-Saulnier MS.138. Il 19 marzo 1934 conseguì il brevetto di pilota da turismo, sposandosi il 30 giugno dello stesso anno presso la Chiesa di Notre-Dame-de-Lorette a Parigi. Conseguito il brevetto di pilota acrobatico ad Étampes, il 1 ottobre 1934 entrò in servizio presso la 1emé Escadrille della 2emé Escadre de chasse (GC.I/2) di stanza a Tours, allora equipaggiata con i caccia Nieuport Ni.62 e Ni.622.
Tra l’ottobre e il dicembre 1935 fu uno dei rari ufficiali francesi dell'epoca a seguire un corso di paracadutismo ad Avignone-Pujaut. Nel mese di dicembre del 1936 seguì la sua unità a Chartres, dove effettuò la transizione sui nuovi monoplani da caccia Dewoitine D.500 e D.501, ma l'11 settembre 1937 ebbe un incidente di volo nei pressi di Falaise, mentre volava a bordo di un Ni.622 (n.445). Il caccia precipitò al suolo ed egli rimase ferito a un ginocchio e a una mano, rimanendo ricoverato in ospedale per 10 giorni. Una volta rientrato al reparto assunse il comando della squadriglia, e il 15 settembre 1938 fu promosso capitano.

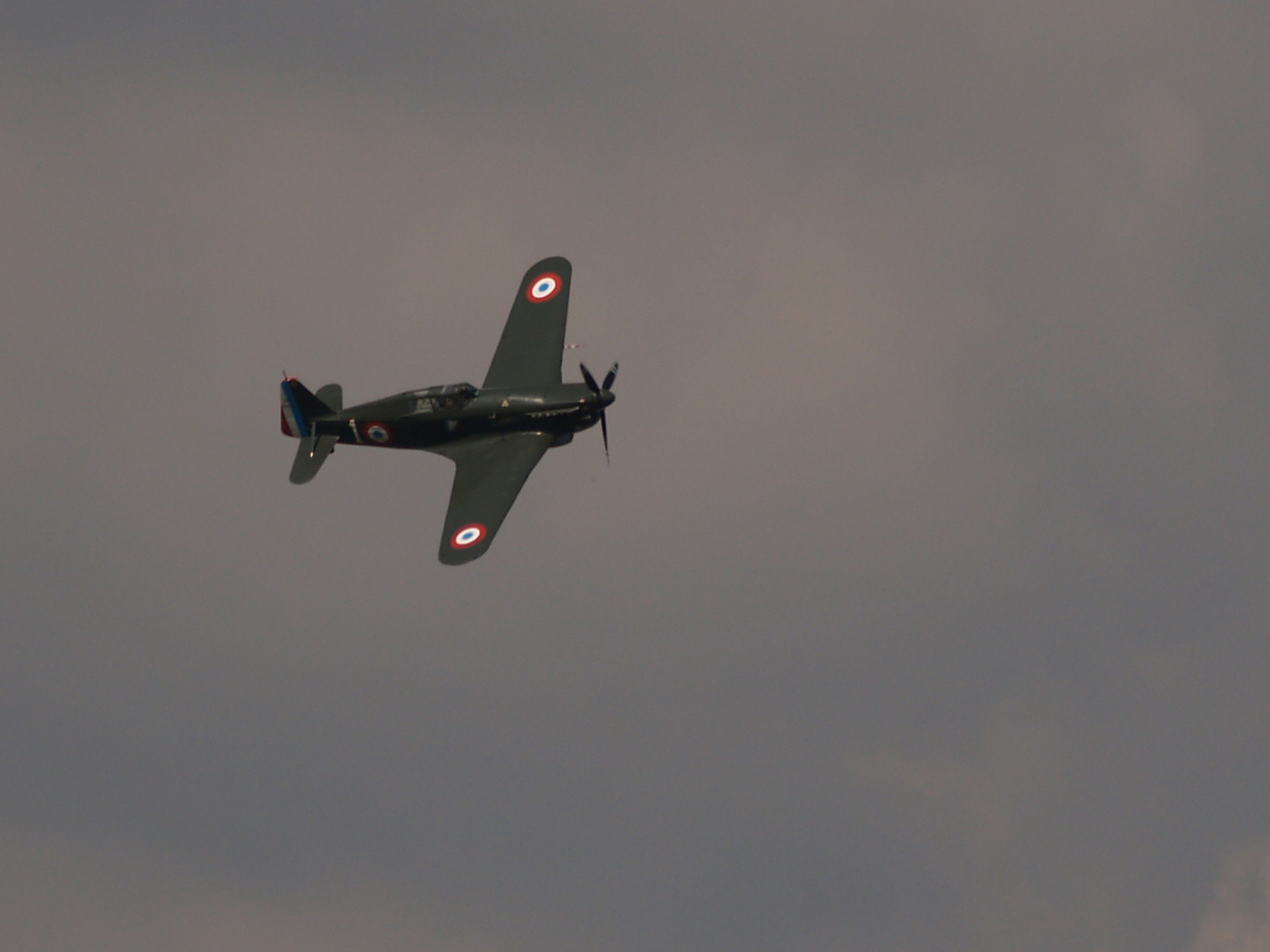
Un esemplare di Morane-Saulnier MS.406 in volo presso l'aeroporto di Rennes nel 2007

In seguito alla crisi di Monaco iniziò il graduale riequipaggiamento dei reparti dell'Armée de l'air, e la sua unità nel maggio 1939 ricevette i caccia Morane-Saulnier MS.406, su uno dei quali aveva già volato il 18 aprile. Mentre la sua squadriglia stava effettuando manovre militari nella regione del Meaux (21-25 agosto) fu dichiarata la mobilitazione generale, e la squadriglia rientrò immediatamente a Chartres per rischierarsi il giorno 27 agosto sul campo d’aviazione di Beauvais-Tillé. Nel mese di ottobre gli aerei del Gruppo sostituirono i cannoni HS 9 con i più moderni Hispano-Zuisa HS.404 e come promesso a un agricoltore della regione, Ernest Barbier, sette piloti dell'Escadrille ricevettero come madrine una delle sue sette figlie, e a lui toccò la più giovane, Juliette. Il 21 ottobre, mentre i piloti Husson e de Chasteigner tiravano con una carabina contro una latta di conserva, chiese ai due di fargli sparare un colpo. Purtroppo de Chasteigner si era posizionato vicino al bersaglio, e il colpo partito dalla carabina imbracciata da Williame fu deviato da un ostacolo andandolo a colpire al cranio. Trasportato all’ospedale di Beauvais, nonostante un'operazione d'urgenza e le cure ricevute, de Chasteigner si spense il giorno dopo.
Anche se scagionato dalla commissione d'inchiesta, l'incidente lo segnò profondamente per lungo tempo. Dal 14 novembre una forte angina lo mise a letto, seguita da una persistente febbre che lo costrinse ad essere ricoverato all'ospedale. Dichiarato in convalescenza fino al 1 marzo 1940, ritornò alla sua squadriglia già il 12 febbraio. Il GC. I/2 lasciò Beauvais per trasferirsi a Velaine-en-Haye, al fine di effettuare missioni a protezione degli aerei da ricognizione.

### In combattimento
Il 7 marzo, al comando della sua squadriglia, attaccò un bombardiere Dornier Do 17 nei pressi di Saverne reclamandone l'abbattimento, ma la vittoria gli fu assegnata come probabile. Il 30 aprile, nel corso di una missione di ricognizione, la squadriglia intercettò una formazione di 30 caccia Messerschmitt Bf 109, ma non vi fu alcuno scontro. La "strana guerra" cessò improvvisamente il 10 maggio quando le forze tedesche attaccarono i Paesi Bassi, il Belgio e la Francia. Il 20 maggio, al comando di 8 MS.406 affrontò una importante formazione di caccia Bf.109, e benché il proprio aereo venisse messo fuori combattimento egli non riportò alcuna ferita. Il 5 giugno conseguì una doppietta in collaborazione abbattendo due bombardieri Junkers Ju 88 nell'arco di 130 km.
Nel pomeriggio dell'8 giugno, al comando di una formazione di 8 MS.406, schierata a protezione di 9 D.520 e 9 MB.152, attaccò una formazione di bombardieri nemici nei pressi di Beauvais, abbattendo in meno di 15 secondi tre caccia Bf.109 della scorta. In quella stessa giornata eseguì un'altra missione, abbattendo tre cacciabombardieri Junkers Ju 87 sulla foresta di Retz. Il 22 giugno 1940 il GC.I/2 si trovava a Nîmes, ma a causa della capitolazione francese non effettuò più alcuna attività di volo per venire infine sciolto il 20 agosto. Designato per comandare la 6ª Squadriglia del GC.III/9, equipaggiata con i caccia MB.152, perse la vita a Salon-de-Provence il 31 ottobre 1940, nel corso di un combattimento aereo simulato che terminò quando il suo velivolo precipitò al suolo. Decorato con la Croix de guerre 1939-1945 e con la Croce di Cavaliere della Legion d’onore, la salma fu tumulata nella tomba di famiglia sita nel cimitero di Boulogne-Billancourt.

## Pubblicazioni
- L'escadrille des cigognes Spa 3 1939-1940, Arthaud, Grenoble, 1945.[N 5]

### Annotazioni
1. ↑  Suo padre possedeva un'industria di legname, andata distrutta nel corso della prima guerra mondiale, ed era il primo di tre fratelli. Gli altri erano Gilbert (1914) e Françoise (1924).
2. ↑  Alla fine del corso ottenne il brevetto di paracadutista, terzo ufficiale dell'Armée de l'Air a conseguirlo.
3. ↑  Effettuò il suo primo volo su un Dewoitine D.501 il 23 febbraio 1937.
4. ↑  Con il nome di Juliette denominerà i piani di coda, da Juliette I a Juliette III, dei suoi MS.406.
5. ↑  Edizione postuma del 1945, con prefazione di Roland Dorgelès.

### Fonti
1. 1 2 3 4 5  Philippe 2000, p. 8.
2. 1 2 3 4 5 6 7  Philippe 2000, p. 9.
3. 1 2 3 4 5 6 7  Philippe 2000, p. 10.
4. 1 2 3  Stenman, Ehrengardt 2014, p. 16.
5. ↑  Philippe 2000, p. 12.
6. 1 2 3 4 5 6 7  Philippe 2000, p. 14.
7. ↑  Philippe 2000, p. 13.
8. 1 2  Philippe 2000, p. 16.
9. 1 2  Stenman, Ehrengardt 2014, p. 49.
10. ↑  Stenman, Ehrengardt 2014, p. 50.
11. 1 2  Philippe 2000, p. 17.
12. 1 2  Philippe 2000, p. 18.
13. 1 2 3  Philippe 2000, p. 19.